# Musicaldarsteller
Als Musicaldarsteller bzw. Musical-Darsteller bezeichnet man die Darsteller in einer Musical-Bühnenaufführung oder in einem Filmmusical. Musicaldarsteller vereinen mit ihren Fähigkeiten des Schauspiels, Tanzes und Gesangs die drei klassischen Sparten des Theaters – Sprechtheater, Tanztheater/Ballett und Musiktheater – in einer Person.

## Positionen innerhalb einer Produktion
Man unterscheidet bei Darstellern nach Haupt- und Nebenrollen, sowie dem Ensemble.
Einspringer können sowohl klassische Zweitbesetzungen einer Rolle („Stand-by“ oder „Cover“) sein oder als Teil des Ensembles („Swing“) an den Aufführungen teilnehmen.
Meistens werden Rollen mit einer Hauptbesetzung und ein bis zwei Covern besetzt. Bei größeren Produktionen und Rollen gibt es auch eine Alternierende Besetzung oder ein Standby.
Diese Positionen gibt es für eine Rolle, aber nicht alle werden besetzt:
-Hauptbesetzung (ist die Person, die die Rolle am meisten verkörpert; gibt es immer)
-Alternate (teilt sich die Rolle mit der Hauptbesetzung; es gibt nicht immer und überall eine Alternierende Besetzung)
-Standby (Steht immer zur Verfügung; gibt es nicht immer und überall)
-Cover (ist im Ensemble oder als Swing dabei und ist die Zweitbesetzung; gibt es immer)
-Walk-In Cover (springt ein, wenn alle anderen Positionen nicht zur Verfügung stehen; gibt es nicht immer)

### Dance Captain
Ein Dance Captain ist beim Musical zuständig für das Einstudieren der tänzerischen Bewegungsabläufe. Der Dance Captain unterstützt dadurch den Choreografen und ist Mitarbeiter des künstlerischen Leiters. Nach der Premiere ist der Choreograf zumeist nicht mehr bei der Produktion anwesend. Der Dance Captain übernimmt dann seine Aufgaben, überwacht die Proben und weist neue Ensemble-Mitglieder ein.

## Bildungseinrichtungen mit Ausbildung zum Musicaldarsteller im deutschsprachigen Raum
Bis in die 1990er-Jahre gab es kaum Ausbildungsmöglichkeiten für Musicaldarsteller im deutschen Sprachraum. Die deutschen Musicalbühnen waren fest in der Hand amerikanischer Darsteller. Seither entstanden staatlich anerkannte Diplom-Studiengänge mit einer Regelstudienzeit von 8 bis 9 Semestern im Bereich Musical, sowie viele kostenpflichtige Ausbildungen an Privatschulen. Auf dem Stundenplan stehen in der Regel unter anderem eine schauspielerische Grundausbildung, Ballett, Moderner Tanz, Jazz- und Stepptanz, Einzelgesang und chorische Ensemblearbeit. Hinzu kommen Musiktheorie, Musical- und Theatergeschichte und Bewegungstheorie.
Die Joop van den Ende Academy war von 2003 bis 2016 eine private Berufsfachschule in Hamburg. An der größten privaten Musicalschule Stage School Hamburg kann man seit 1985 die Ausbildung zum Diplom-Musicaldarsteller absolvieren. Die staatlich anerkannte Stage & Musical School Frankfurt war von 1976 bis 2018 die älteste private Musicalschule in Deutschland. Seit 1990 gibt es an der Universität der Künste Berlin einen achtsemestrigen Diplom-Studiengang „Musical/Show“ zum Diplom-Musicaldarsteller. Auch an der Folkwang Hochschule im Ruhrgebiet gibt es achtsemestrigen Musical-Studiengang mit dem Diplomabschluss als Bühnendarsteller. Seit Herbst 1996 gibt es an der Bayerischen Theaterakademie in München einen Studiengang für Musical. Für die nur acht bis zehn Studienplätze gibt es jährlich etwa 300 Bewerber. Seit August 2008 wird in Mainz an der Musical Arts Academy eine dreijährige Musicalausbildung mit dem Abschluss Bühnenreife angeboten. Die Schule ist seit 2015 staatlich anerkannt. An der Konservatorium Wien Privatuniversität gibt es einen Studiengang für musikalisches Unterhaltungstheater. Eine Reihe anerkannter Musicaldarsteller sind in Wien auch aus dem Performing Center Austria hervorgegangen. An der StageDream Academy in Nordrhein-Westfalen kann man ebenfalls eine staatlich anerkannte dreijährige Musicalausbildung absolvieren.

## Im deutschen Sprachraum bekannte Musicaldarsteller
Zu den im deutschen Sprachraum bekannten weiblichen Musicaldarstellerinnen gehören Katja Berg, Vera Bolten, Pia Douwes, Carin Filipčić, Maya Hakvoort, Elisabeth Hübert, Milica Jovanović, Jessica Kessler, Renée Knapp, Angelika Milster, Anna Montanaro, Melanie Ortner, Lucy Scherer, Lou Strenger, Roberta Valentini, Annemieke van Dam, Willemijn Verkaik Sabrina Weckerlin, Vajèn van den Bosch, Nienke Latten und Mae Ann Jorolan.
Bekannte männliche Musicaldarsteller im deutschen Sprachraum sind Jan Ammann, Oliver Arno, Thomas Borchert, Claus Dam, Mathias Edenborn, Bruno Grassini, Dominik Hees, Dennis Henschel, Alen Hodzovic, Thomas Hohler, Jerzy Jeszke, Serkan Kaya, Alexander Klaws, Kevin Köhler, Uwe Kröger, Oedo Kuipers, Marcus G. Kulp, Norbert Lamla, Martin Markert, Alex Melcher, Chris Murray, Sven Niemeyer, Michael Ophelders, Iwan Oschogin, Markus Pol, Drew Sarich, Uli Scherbel, Gian Marco Schiaretti, Mathias Schlung, Christian Schöne, Mark Seibert, Patrick Stanke, Philipp Büttner, Peter Stassen, Matthias Stockinger, Kevin Tarte, Milan van Waardenburg, Dirk Weiler, Richard-Salvador Wolff Anton Zetterholm und Benét Monteiro.